# 日晖新村
日晖新村是中華人民共和國上海市徐汇区的一個住宅區，位於大木桥路南段两侧，南靠中山南二路。該住宅占地27.3公顷，建筑面积23.7万平方米，建築大多為2至7層砖木结构的房屋，有鋼筋混凝土结构楼房350多棟。日晖新村始建於1953年，名稱來自於日晖港。